# Obroatis distincta
Obroatis distincta là một loài bướm đêm trong họ Erebidae.